# 內田美奈子
內田美奈子（内田美奈子，1980年2月18日—），日本前AV女優。出身於東京都。2010年以「内田美奈子」的身份出道，所屬事務所是馬克斯集團。於2013年的夏季引退。同年11月改名為美智子小夜曲（ミチコセレナーデ）並重新復出。
喜歡的作品是北斗神拳。有長照護理師的資格。

## 外部連結
- 不眠子ちゃん （页面存档备份，存于） - Twitter （2015年7月 - ）
- 内田美奈子 オフィシャルブログ，存于（2011年9月26日 - 2013年8月1日）

※下面為18禁網頁
- 公式プロフィール，存于